# Хабарлаг
Хабаровський ВТТ (Хабарлаг) (рос. Хабаровский исправительно-трудовой лагерь, Хабарлаг) — підрозділ, що діяв в структурі Головного управління виправно-трудових таборів Народного комісаріату внутрішніх справ СРСР (ГУЛАГ НКВД).

## Історія
Хабарлаг виділений в самостійний підрозділ у структурі НКВС СРСР в 1938 році на базі розформованого в тому ж році Дальлага. Управління Хабарлага розташовувалося в місті Хабаровськ. В оперативному командуванні він підпорядковувався безпосередньо ГУЛАГ НКВС.
Максимальна одноразова кількість ув'язнених могло становити 22 500 чоловік.
У 1940 році реформований в Управління виправно-трудових таборів і колоній Управління НКВС по Хабаровському краю.
Закритий в 1943 році.

## Виконувані роботи
Основним видом виробничої діяльності ув'язнених Хабарлага було промислове будівництво:
- буд-во Теплоозерського цементного з-ду в Єврейській а.о.
- буд-во аеродромів в Хабаровському краї,
- дорожнє буд-во.